# Авалон (міфологія)

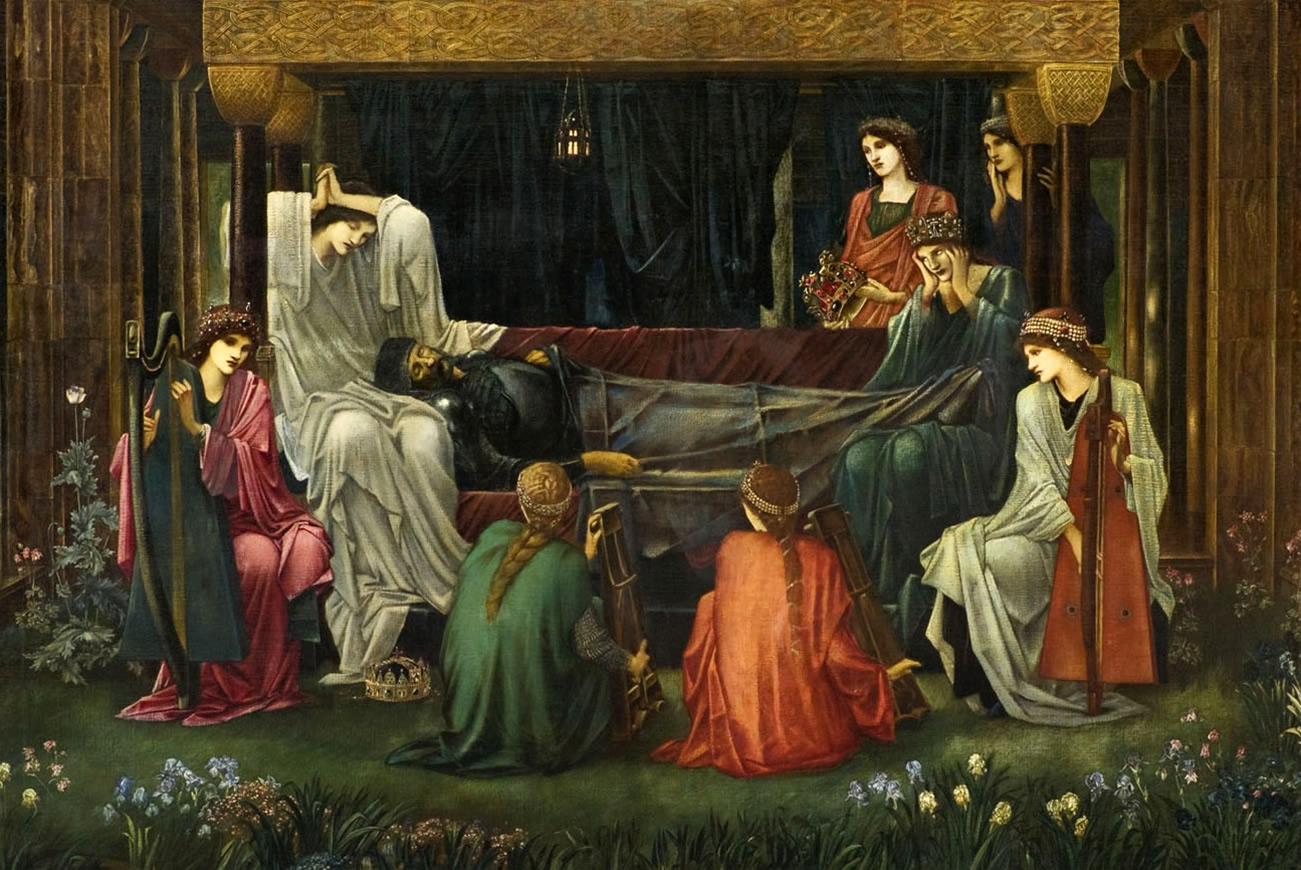
Берн-Джонс «Король Артур, сплячий вічним сном на Авалоні»

Авало́н, Авалло́н (англ. Avalon, лат. Insula Avallonis) — міфічний острів, відомості про який дійшли до нас у французьких та англійських обробках кельтських легенд (кельт. Емайн Аблах). На Авалоні був перепохований легендарний король Артур; в інших варіантах легенди: Авалон — місце перебування Феї Моргани.
На Авалоні виховувалася фея Мелюзіна (або «МеліСента») — це вже персонаж з популярних в середньовіччі «Книг кохання».
Як класичний елемент Артурівського циклу, Авалон вперше з'являється в «Історії королів Британії» Гальфріда Монмутського. Згідно з Гальфрідом, на цьому острові був викуваний меч Артура, а потім сам король був вивезений туди для зцілення після своєї останньої битви. Подальший розвиток тема Авалона отримує в «Житії Мерліна» того ж Гальфріда, де Авалон уподібнюється (за своїм описом) античним «Островам блаженних». У цьому вигляді «тема Авалона» була запозичена пізнішою літературною традицією, напр. Альфредом Теннісоном («Королівські ідилії»).
Відповідно до сучасного тлумачення, міф про Авалон — це відгомін дохристиянських сказань про «Острови блаженних», які асоціювалися зі священним для кельтів півостровом Авалон в Уельсі.
Любителі кельтської старовини намагалися відшукати ворота в міфічний Авалон в різних куточках давньої Британії та Ірландії (зокрема на Гластонберійскому пагорбі — Пагорбі святого Михайла), де в кінці XII століття була виявлена могила з написом: «Тут спочиває прославлений король Артур разом з Гвіневерою, його другою дружиною, на острові Авалоні».